# Axur, Re d'Ormus
Axur, Re d'Ormus è un'opera tragicomica in cinque atti di Antonio Salieri su libretto di Lorenzo Da Ponte, andata in scena al Burgtheater di Vienna l'8 gennaio 1788. Si tratta di una nuova opera liberamente basata su Tarare, libretto in francese di Pierre-Augustin Caron de Beaumarchais, che era già stato musicato da Salieri per l'Opéra di Parigi, poco più di sei mesi prima, riscuotendo un notevole successo.

## Storia
L'opera fu pensata inizialmente come una semplice traduzione in italiano a beneficio della compagnia di opera buffa che, all'epoca, affiancava gli artisti di lingua tedesca al Burgtheater di Vienna. Tuttavia Salieri e Da Ponte, che aveva allora l'incarico di poeta ufficiale del teatro di corte, decisero in seguito di realizzare una nuova opera. Per quanto riguarda il testo, Da Ponte seguì abbastanza fedelmente l'originale di Beaumarchais, ma le due versioni "differiscono in molti dettagli e in alcuni aspetti della caratterizzazione dei personaggi", a partire dai nomi dei protagonisti, trasformati rispettivamente da Atar e Tarare ad Azur e Atar, con il singolare scambio di nome fra il vilain parigino e l'eroe positivo viennese.
Il carattere particolare della compagnia di canto del Burgtheater comportò o comunque favorì l'allargamento dell'elemento buffo, pur già presente nella versione francese: l'Axur di Francesco Benucci presenta diversi aspetti di tiranno caricaturale che erano invece assenti nell'assai più truce Atar di Augustin-Athanase Chéron. Gli elementi comici già inseriti nel personaggio dell'eunuco-capo (ed ex musico castrato) Calpigi diventano molto più evidenti fin dal nome, Biscroma. La nuova versione non fu comunque trasformata in una vera opera buffa, anzi gli aspetti più drammatici del libretto di Beaumarchais vennero confermati, a cominciare dal relativamente inusitato suicidio in scena del protagonista, così da giustificare il carattere di dramma tragicomico attribuito all'opera.
Nel rielaborare il dramma per la corte di Vienna, Da Ponte eliminò dal testo o comunque confinò molto sullo sfondo quegli elementi di allegoria politica pre rivoluzionaria che erano presenti nel libretto originario di Beaumarchais e che tanta simpatia avevano riscontrato nel pubblico parigino. Per mitigare ulteriormente l'opera, Salieri privilegiò le arie al declamato dei recitativi, inserì pezzi di bravura e sostituì i balletti, troppo di gusto francese, con una Arlecchinata che ebbe particolare successo.

## Trama

### Atto I
Atar, comandante dell'esercito del re Axur, e Aspasia, nobildonna sorella di Altamor consigliere del re, si amano in segreto. Presso la dimora di Atar i due si scambiano promesse d'amore e gioiscono del loro legame nonostante Atar sia dispiaciuto di doverlo vivere in segreto. Aspasia gli propone di parlarne col re Axur del quale Atar è stato fedele soldato: egli si rifiuta, non crede sia onorevole per un soldato chiedere al proprio re altro che di morire per lui.
In quel mentre il coro accompagna con una esplosione un colpo di scena: Altamor con un manipolo di guardie ha dato fuoco alla dimora di Atar, mentre questi corre sul posto Altamor rapisce Aspasia sua sorella, la carica sulla sua nave e la conduce via con sé. Atar non può far altro che guardre basito mentre la nave di Altamor si allontana.

### Atto II
Biscroma, la guardia dell'harem, sa che il suo re ha personalmente dato l'ordine di sequestrare Aspasia. Debitore di vita nei confronti di Atar, implora pietà al re per il generale e la sua sposa. Axur, però, geloso della felicità di Atar per la sua popolarità presso il popolo, lo vuole rovinare.
Altamor, il figlio del sommo sacerdote e devoto servo di Axur, informa il re che il sequestro di Aspasia ha avuto successo, e che ora lei si trova nel palazzo. Il re ordina allora alle guardie del suo harem di organizzare una festa per il giorno seguente.
Atar, disperato, giunge a sua volta a implorare l'aiuto del re, il quale esulta in segreto per la condizione sventurata del suo generale, e fingendo le sue condoglianze promette ad Atar di procurargli una nave per ricercare Aspasia.

### Atto III
Arteneo, il sommo sacerdote, riferisce ad Axur che il regno è di nuovo sotto minaccia da parte dei nemici, e gli consiglia di nominare un nuovo generale, il quale sarà definito come scelto dagli dèi al popolo. Axur suggerisce Altamor.
Nel frattempo, Biscroma raggiunge Atar e lo informa che Aspasia è tenuta prigioniera nell'harem di Axur sotto il nome Irza. Biscroma suggerisce di usare una scala di corda che conduca dal serraglio al mare, per preparare la fuga della donna che si svolgerà quella notte stessa.
Il popolo si riunisce davanti al tempio per apprendere il nome del nuovo generale e giurargli fedeltà; Elmir, il giovane innocente scelto per annunciarlo, va contro i voleri del sommo sacerdote, e al posto di Altamor nomina Atar, Il quale accetta di riprendere il comando dell'esercito. A questo punto, Altamor insulta Atar, che lo sfida a duello.

### Atto IV
Axur ha cambiato idea, decidendo di anticipare la festa dell'harem a quella sera stessa; Biscroma tenta di fermarlo, perché il rapimento di Aspasia dovrebbe svolgersi in quell'esatto momento, ma il re rimane impassabile, e Biscroma decide di mettere fine alla festa in anticipo con un trucco. Gli schiavi conducono Aspasia e la festa ha inizio: segue un'arlecchinata.
A quel punto, Biscroma canta una canzone in cui descrive come la sua vita sia stata salvata da Atar: all'udire questo nome, Axur si avventa su Biscroma e Aspasia sviene.
Nel mentre, Atar è riuscito ad entrare nell'area, e Biscroma lo traveste da moro in modo che Axur non possa riconoscerlo. In quel momento, Axur esce dalle stanze di Aspasia, furibondo perché lei lo ha respinto. Al vedere il Moro, viene colto da un'idea maliziosa: come castigo per l'umiliazione subita, il moro sarà dato ad Aspasia per marito.
Disperata e convinta che Atar sia stato ucciso, Aspasia si augura la morte, ordinando a Fiammetta di travestirsi da lei. Il moro/Atar è deluso quando si rende conto che Irza/Fiammetta non è la sua Aspasia.
Irrompono le guardie nello harem: Axur ha dato loro l'ordine di uccidere il moro perché non vuole ancora rinunciare ad Aspasia. Biscroma trattiene i soldati e rivela la vera identità della loro vittima, ed essi terrorizzati si ritirano. La situazione appare senza speranza.

### Atto V
Atar viene condotto al cospetto del re perché gli venga annunciata la sua punizione, ma il generale si augura soltanto la morte, e avverte il re delle conseguenze delle sue azioni; inoltre, gli spiega che Irza non è affatto Aspasia. Axur, indignato fa chiamare Aspasia e, al suo apparire, i due amanti si gettano felicemente l'uno fra le braccia dell'altra. Fiammetta confessa di essersi travestita da Irza e viene condannata a morte.
Atar viene separato da Aspasia e condannato a sua volta, ma Aspasia minaccia di accoltellarsi se le guardie dovessero toccarlo. Gli schiavi si gettano ai piedi di Axur e gli chiedono pietà per il generale. Sotto la guida di Biscroma, i soldati entrano in scena per liberare Atar, ma quest'ultimo ordina loro l'alt e impone che il re venga rispettato.
Axur, riconoscendo che l'autorità di Atar è superiore alla sua,si accoltella a morte. Il popolo richiede che Atar diventi il loro nuovo re; all'inizio egli rifiuta l'onore, ma poi lo accetta, richiedendo che le catene non gli vengano tolte. Rimarranno come prova che lui userà il suo potere solo per il bene del regno.

## Rappresentazioni
La prima rappresentazione ebbe luogo, in occasione delle nozze dell'arciduca Francesco d'Asburgo con la principessa Elisabetta Guglielmina di Württemberg, al Burgtheater di Vienna l'8 gennaio 1788, davanti l'imperatore Giuseppe II, con una messa in scena altamente sfarzosa. Il ruolo del protagonista, Axur, venne cantato dal grande basso-baritono mozartiano Francesco Benucci.
L'opera si rivelò un immediato e duraturo successo, godendo nell'arco di tempo compreso tra il 1788 e il 1805 di circa cento rappresentazioni e diventando così l'opera più rappresentata nei teatri di corte di Vienna durante questo periodo. Ebbe anche larga diffusione in tutta la Germania, quasi sempre in versione tedesca, e fu data a Praga, Budapest, Varsavia, Mosca, Parigi, Lisbona e Rio de Janeiro. Le rappresentazioni a Varsavia, nel 1793, di una fedele versione tradotta in polacco sono considerate l'inizio della tradizione dell'opera polacca. L'Axur Re d'Ormus rimase in repertorio per tutta la prima metà del XIX secolo e fu data per l'ultima volta a Stoccarda nel 1863.
L'opera venne in seguito dimenticata fino al 20 giugno 1987, quando, sotto la spinta del successo del film Amadeus di Miloš Forman, il Festival di Vienna ne propose un'esecuzione in forma di concerto. L'opera di Salieri, infatti, si ascolta in due momenti del film Amadeus: quando il vecchio Salieri ricorda le sue composizioni giovanili di fronte al confessore e quando l'imperatore dona a Salieri la medaglia per "la migliore opera mai scritta".
La prima rappresentazione scenica moderna avvenne a Siena nel 1989 presso il Teatro dei Rinnovati, e, successivamente, l'opera fu anche data al Teatro Filarmonico di Verona, nel 1994, e poi ripresa nello stesso teatro, tre anni dopo, con Katia Ricciarelli nei panni di Aspasia. Al Theater am Stadtgarten di Winterthur una produzione dell'Axur è stata messa in scena nel 2003, nel quadro delle attività della Opera di Zurigo.

## Personaggi e interpreti
| Personaggio                                   | Tipologia vocale | Interpreti della prima, 8 gennaio 1788 (Direttore: Antonio Salieri) |
| --------------------------------------------- | ---------------- | ------------------------------------------------------------------- |
| Axur                                          | basso            | Francesco Benucci                                                   |
| Arteneo                                       | basso            | Francesco Bussani                                                   |
| Altamor                                       | basso            | Lodovico Trentanove                                                 |
| Atar                                          | tenore           | Vincenzo Calvesi                                                    |
| Aspasia                                       | soprano          | Luisa Laschi Mombelli                                               |
| Biscroma                                      | tenore           | Stefano Mandini                                                     |
| Fiammetta                                     | soprano          | Teresa Calvesi                                                      |
| Elamir                                        | soprano          | Franziska Distler                                                   |
| Urson                                         | tenore           | Niccolò Del Sole                                                    |
| Uno schiavo                                   | basso            |                                                                     |
| Arlecchino                                    | basso            |                                                                     |
| Smeraldina                                    | soprano          |                                                                     |
| Brighella                                     | tenore           |                                                                     |
| Schiavi, soldati, sacerdoti e popolo di Ormus |                  |                                                                     |

## Struttura musicale
- Sinfonia

### Atto I
- N. 1 - Introduzione Qui dove scherza l'aura (Aspasia, Atar)
- N. 2 - Aria di Aspasia Perdermi? E chi potria
- N. 3 - Duetto fra Atar ed Aspasia Per te solo, amato bene

### Atto II
- N. 4 - Duetto fra Axur e Biscroma Non mi seccar Biscroma
- N. 5 - Aria di Biscroma Coperto di sangue
- N. 6 - Aria di Biscroma È ben ver quel nome amato
- N. 7 - Coro Ne' più vaghi soggiorni dell'Asia
- N. 8 - Coro Si vada subito
- N. 9 - Aria di Atar Pietade signor
- N. 10 - Aria di Atar Soave luce
- N. 11 - Aria di Atar S'io ti salvai la vita
- N. 12 - Duetto fra Atar ed Axur Irza bella, e chi t'arresta

### Atto III
- N. 13 - Aria di Arteneo Di tua milizia
- N. 14 - Aria di Axur Tu fa' che intanto uniscasi
- N. 15 - Duettino fra Biscroma ed Atar Tu invan la cara sposa
- N. 16 - Aria di Atar V'andrò tutto si tenti
- N. 17 - Duetto fra Arteneo ed Elamor Come ape ingegnosa
- N. 18 - Coro ed Aria di Arteneo S'oda pur chi sceglie il cielo - Dio sublime nella calma
- N. 19 - Coro Atar, Atar...
- N. 20 - Coro Atar il giovinetto
- N. 21 - Aria di Atar Ci vuol la gloria (Atar, Coro)
- N. 22 - Finale III Non partir: la scelta è ingiusta (Altamor, Atar, Axur, Arteneo, Coro)

### Atto IV
- N. 23 - Aria di Biscroma Non borbotto, parlo schietto (Biscroma, Axur)
- N. 24 - Aria di Urson Come leon feroce (Urson, Axur)
- N. 25 - Coro Il cielo rintuoni
- N. 26 - Mascherata Il libro del perché (Smeraldina, Brighella, Arlecchino, Coro)
- N. 27 - Aria di Biscroma Nato io son nello stato romano
- N. 28 - Duetto fra Atar e Biscroma Salvo io son: tu il merto n'hai
- N. 29 - Aria di Axur Misero, abbietto negro
- N. 30 - Aria di Biscroma Sperate che allora
- N. 31 - Aria di Axur Viva viva Irza ritrosa
- N. 32 - Aria di Axur Vo pensando a quel contento (Axur, Biscroma)
- N. 33 - Duetto fra Atar e Biscroma Vieni amico a questo amplesso
- N. 34 - Aria di Aspasia Morte pietosa morte
- N. 35 - Aria di Aspasia Son queste le speranze
- N. 36 - Duetto fra Aspasia e Fiammetta Salva me da tanta infamia
- N. 37 - Aria di Fiammetta Guardami da lontano
- N. 38 - Finale IV Dunque un muto tu non sei! (Fiammetta, Atar, Urson, Biscroma, Coro)

### Atto V
- N. 39 - Aria di Axur Idol vano d'un popol codardo
- N. 40 - Aria di Atar Mor posso una sola volta
- N. 41 - Aria di Atar E ne stupisci, perfido?
- N. 42 - Terzetto fra Aspasia, Axur ed Atar Barbaro, il mio coraggio
- N. 43 - Coro Atar! Atar! Atar! (Biscroma, Coro)
- N. 44 - Coro Ceder convien Atar (Arteneo, Coro)
- N. 45 - Finale V Qual piacer la nostr'anima ingombra (Atar, Aspasia, Fiammetta, Biscroma, Urson, Arteneo, Coro)

## Discografia
L'ouverture dell'opera è stata registrata dalla Slovak Radio Symphony Orchestra di Bratislava, diretta da Michael Dittrich, per conto della Naxos Records.
L'opera completa è stata registrata dal vivo, in occasione della ripresa senese del 1989, con la seguente distribuzione:
Axur, Andrea Martin - Atar, Curtis Rayam - Aspasia, Eva Mei - Biscroma/Brighella, Ettore Nova - Fiammetta/Smeraldina, Ambra Vespasiani - Arteneo, Massimo Valentini - Altamor, Michele Porcelli - Urson, Mario Cecchetti - Elamir, Sonia Turchetta - Arlecchino, Giovanni Battista Palmieri - Orchestra Filarmonica Russa e Coro «Guido d'Arezzo» - direttore, René Clemencic.
Esiste anche una videoregistrazione non ufficiale della ripresa veronese del 1994.

## Brani celebri
- Son queste le speranze, aria di Aspasia;
- Qual piacer la nostr'anima ingombra, coro finale dell'opera.
- Piccola Arlecchinata; e il suo canon Allerta zovenotti